# Киргизький державний історичний музей
Киргизький державний історичний музей — музей, розташований в Бішкеку, столиці Киргизстану. Один з найбільших в Середній Азії.

## Опис
Музей заснований в 1926 році як перша наукова установа Киргизстану. До музейної діяльності вміщував Раду народних комісарів. Розташований недалеко від будинку уряду на площі Ала-Тоо. 5 березня 1927 року відкрита перша експозиція. Спочатку називався Центральним, в 1933 році перейменовано в музей краєзнавства. Назву Державний історичний музей присвоєно в 1954 році. У 60-х роках переходить у будівлю, збудовану в 1928 році.
Площа музею 8 тис. м2, кількість предметів основного фонду — 44 тис. Загальна кількість експонатів — 90 тис.
Виставлені експонати, що розповідають про первісно-общинний (починаючи з кам'яного століття), рабовласницький і феодальний лади до наших днів, а також експонати кочових народів, про їх землеробство та ремеслах і виникнення міст.
Особливий інтерес викликають експозиції, що відносяться до великого переселення народів, колекції жіночих прикрас XIX—XX століть і етнографії киргизького народу.
Багато колекції включені до складу всесвітньої культурної спадщини.
Архітектура старого будинку вловлює кочовий колорит — характерної форми звершується купол, стрілчасті вікна, декор.
Сучасна будівля, де зараз розташований музей, було побудовано для розміщення Філії музею імені В. І. Леніна в 1984 році до 60-річчя ЦК КП Киргизії за проектом колективу інституту «Киргизгипрострой» за проектом групи архітекторів: С. Абишева, Р. Асилбекова, А. Куделі, В. Іванова і М. Сатибалдиєва.

## Години роботи
Вівторок—неділя. З 9 до 18 влітку і з 10 до 17 взимку